# Serasah (Simpang Kanan)
Serasah is een bestuurslaag in het regentschap Aceh Singkil van de provincie Atjeh, Indonesië. Serasah telt 89 inwoners (volkstelling 2010).